# Альтернатива для Швеции
«Альтернати́ва для Швеции» (АдШ) (швед. Alternativ för Sverige (AFS)) — ультраправая шведская политическая партия. Партия была основана в марте 2018 года Густавом Кассельстрандом и Вильямом Хане вместе с другими членами Шведской демократической молодёжи, которые были исключены из партии Шведские демократы в 2015 году. Партия выступает за принудительную реэмиграцию иммигрантов и выход Швеции из Европейского союза.
Альтернатива для Швеции участвовала во всеобщих выборах 2018 и 2022 годов, но не прошла в Риксдаг. Набрав 0,26% голосов, «Альтернатива для Швеции» является второй по величине партией, не имеющей представительства в Риксдаге. На выборах в Европейский парламент 2019 года в Швеции партия выступала с антиевропейской платформой, получив 0,46% голосов. В ноябре 2020 года партия объявила о своем намерении участвовать в выборах в совет Церкви Швеции в 2021 году. Она получила 1,26% голосов, что обеспечило ей три места в церковном совете. 

## История

### Предшествующие события
В начале апреля 2015 года партия Шведские демократы обвинила свою молодёжную лигу «Шведская демократическая молодёжь» (ШДМ) в связях с крайне правой и этнонационалистической организацией «Северная молодёжь» (швед. Nordisk Ungdom), основанной членами «Национальных демократов», этноплюралистического движения, отколовшегося от ШДМ. ШДМ также неоднократно сталкивалась с обвинениями своих членов в расистских высказываниях. В ответ на эти предполагаемые связи ШДМ пригрозила исключить из своих рядов нескольких ведущих членов ШДМ, если лига не станет более умеренной. Лидер ШДМ Густав Кассельстранд и его заместитель Вильям Хане были в конечном итоге исключены из партии 27 апреля 2015 года. Оба они отрицали обвинения в связях с экстремистскими группами и утверждали, что лидер парламентской группы ШДМ Маттиас Карлссон хотел избавиться от них после того, как Хане победил кандидата, выбранного руководством на пост председателя ШДМ в Стокгольме.
После первоначального исключения председателя и заместителя председателя молодёжного крыла материнская партия выдвинула собственного кандидата на пост лидера, чтобы конкурировать с Джессикой Ольсон, которую считали союзницей Кассельстранда и Хане, и которую ШДС сочла слишком радикальной для руководящей должности. Партия предупредила, что разорвёт все связи с ШДМ, если Ольсон будет избрана председателем. 12 сентября 2015 года Ольсон победила предпочтительного кандидата партии на пост председателя ШДМ, после чего партия закрыла веб-сайт ШДМ и разорвала все отношения с молодёжным крылом. Затем она создала новую молодёжную организацию Ungsvenskarna («Молодые шведы») и разработала график, согласно которому каждый член оставшийся в ШДС должен был выйти из лиги или подвергнуться исключению из материнской партии. Сама Ольсон была официально исключена вместе с пятью другими членами ШДМ 25 октября, но продолжила исполнять обязанности председателя ШДМ, которая впоследствии стала независимой организацией.

### Создание партии

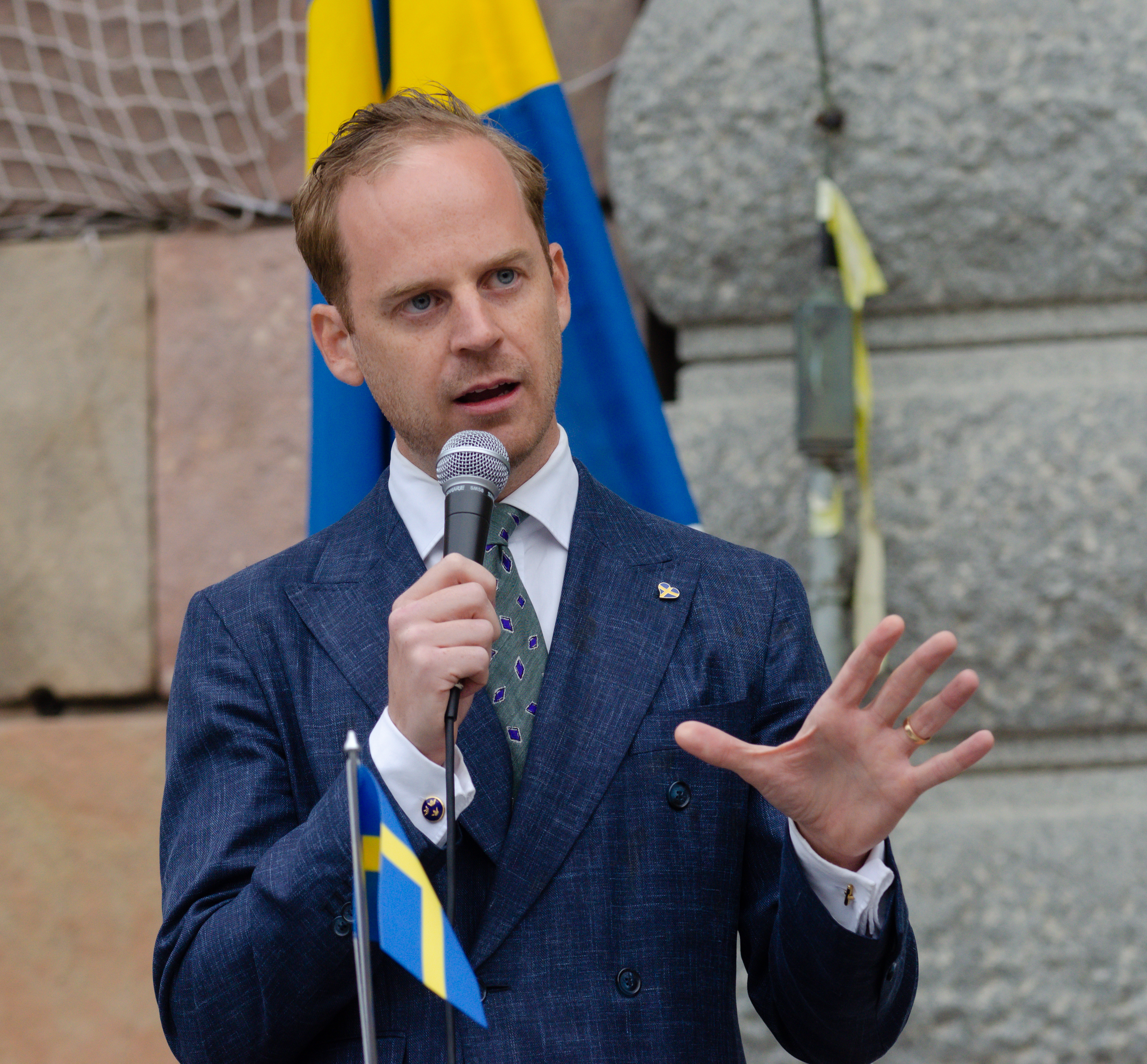
Основатель АдШ Густав Кассельстранд (2022)

В начале 2017 года радиостанция Шведское радио сообщило, что члены организации Шведская демократическая молодёжь подали в избирательную комиссию заявление о регистрации партии. Партия была зарегистрирована 13 декабря 2017 года, а Кассельстранд, Хане и Ольсон заняли ключевые должности. Официальное создание партии состоялось 5 марта 2018 года; тогда же было объявлено об участии в выборах 2018 года. На момент создания партии утверждалось, что она черпает вдохновение в партиях Альтернатива для Германии, Австрийская партия свободы и французское Национальное объединение.
Два члена Риксдага от партии Шведские демократы, Олле Фельтен и Джефф Аль, перешли в партию позднее в том же месяце. Согласно регламенту Риксдага, Фельтен и Аль считаются независимыми депутатами, что означает, что Альтернатива для Швеции официально не представлена в парламенте. Микаэль Янссон, бывший лидер Шведских демократов, также дезертировал 9 апреля, назвав главной причиной недавнее отсутствие сопротивления материнской партии НАТО.
До выборов 2018 года партия АдШ была одной из самых активных в социальных сетях и, как ожидалось, должна была пройти в парламент после выборов. Лидер партии Густав Кассельстранд призвал пользователей Twitter готовиться к «крупнейшему политическому землетрясению в Швеции в новейшей истории». Однако партия не прошла в парламент с большим отрывом, набрав всего 0,31 % из 4,0 %, необходимых для преодоления избирательного барьера. Сообщалось, что в ночь выборов партию выгнали из персидского ресторана, арендованного ею для празднования результатов выборов. По словам высокопоставленных чиновников Facebook, активность членов АдШ в социальных сетях была проверена непосредственно перед выборами 2018 года. В связи с обвинениями в использовании ботов для манипулирования алгоритмом и завышения предполагаемой популярности партии, Facebook принял меры по ограничению определённой активности аккаунтов АдШ непосредственно перед выборами. АдШ не участвовала в муниципальных выборах.

### После 2018 года
После выборов 2018 года партия участвовала в выборах в Европейский парламент в 2019 году, но не получила ни одного места.
В марте 2020 года заместитель председателя и один из основателей партии Уильям Хане подал в отставку после того, как издание Expressen сообщило, что он управлял интернет-магазином, продававшим хирургические маски по цене на 759 % выше, чем у других коммерческих продавцов хирургических масок во время пандемии COVID-19.

## Идеология
На своем сайте партия Альтернатива для Швеции перечисляет три ключевых вопроса:
- Ремиграция иммигрантов
- Демократия и политики
- Закон и порядок

Газета «Svenska Dagbladet» описывает партию как правую, крайне правую и правопопулистскую, а газета «Dagens Nyheter» — как националистическую и правопопулистскую. Bloomberg News описывает партию как социально-консервативную и крайне правую. Идеология партии также описывается как близкая к идентитарным и альтернативно-правым движениям. Во время выборов в Европейский парламент 2019 года лидер партии Кассельстранд был поддержан крайне правой европейской партией «Альянс за мир и свободу» (APF) в Facebook.
Видные члены партии «Шведские демократы», от которой отделилась АдШ, такие как Хенрик Винге, критиковали идеологию АдШ, считая ее слишком радикальной.